# قائمة قادة الحقوق المدنية

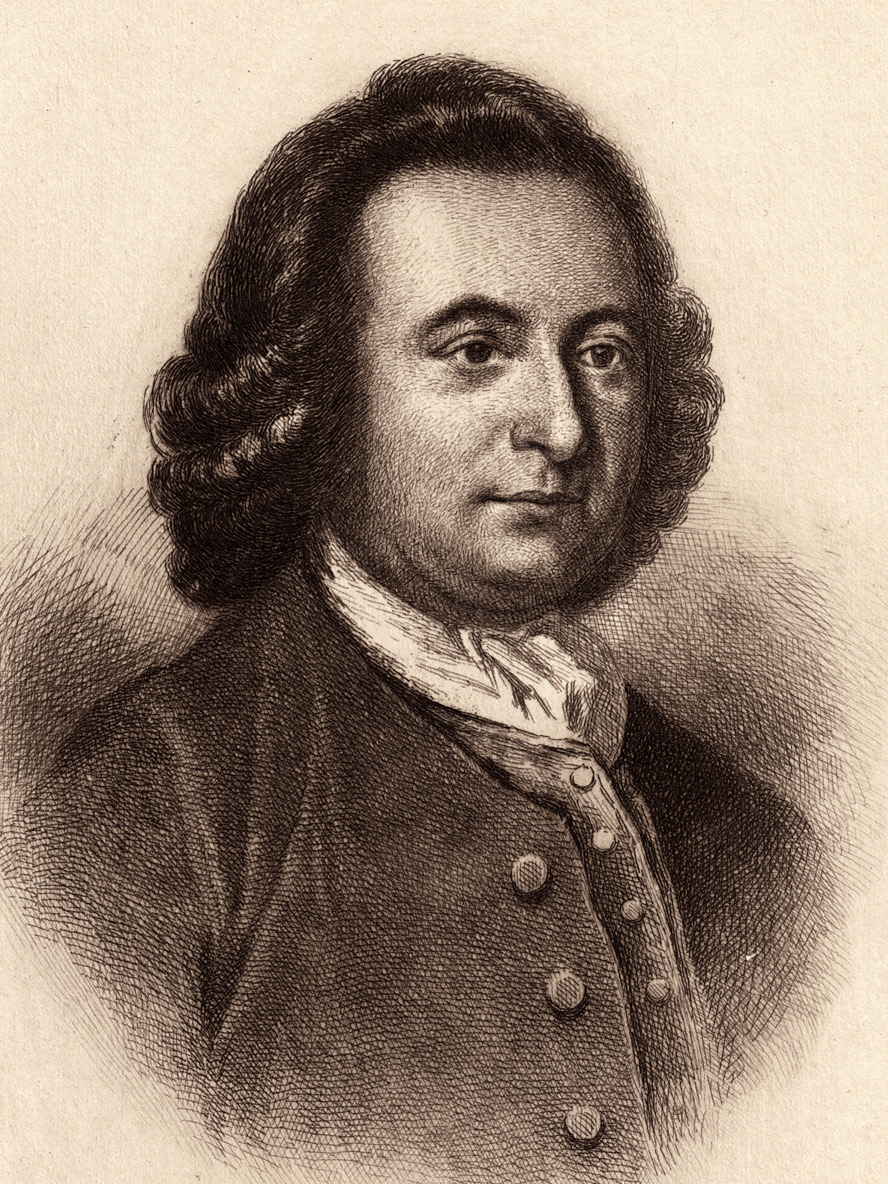
جورج ميسون

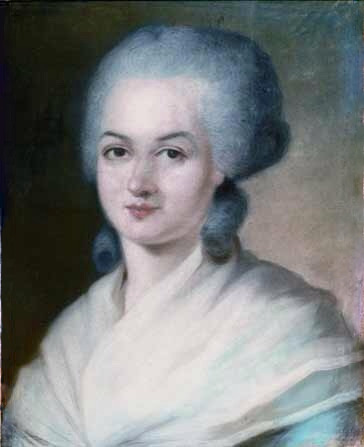
أوليمب دو غوج

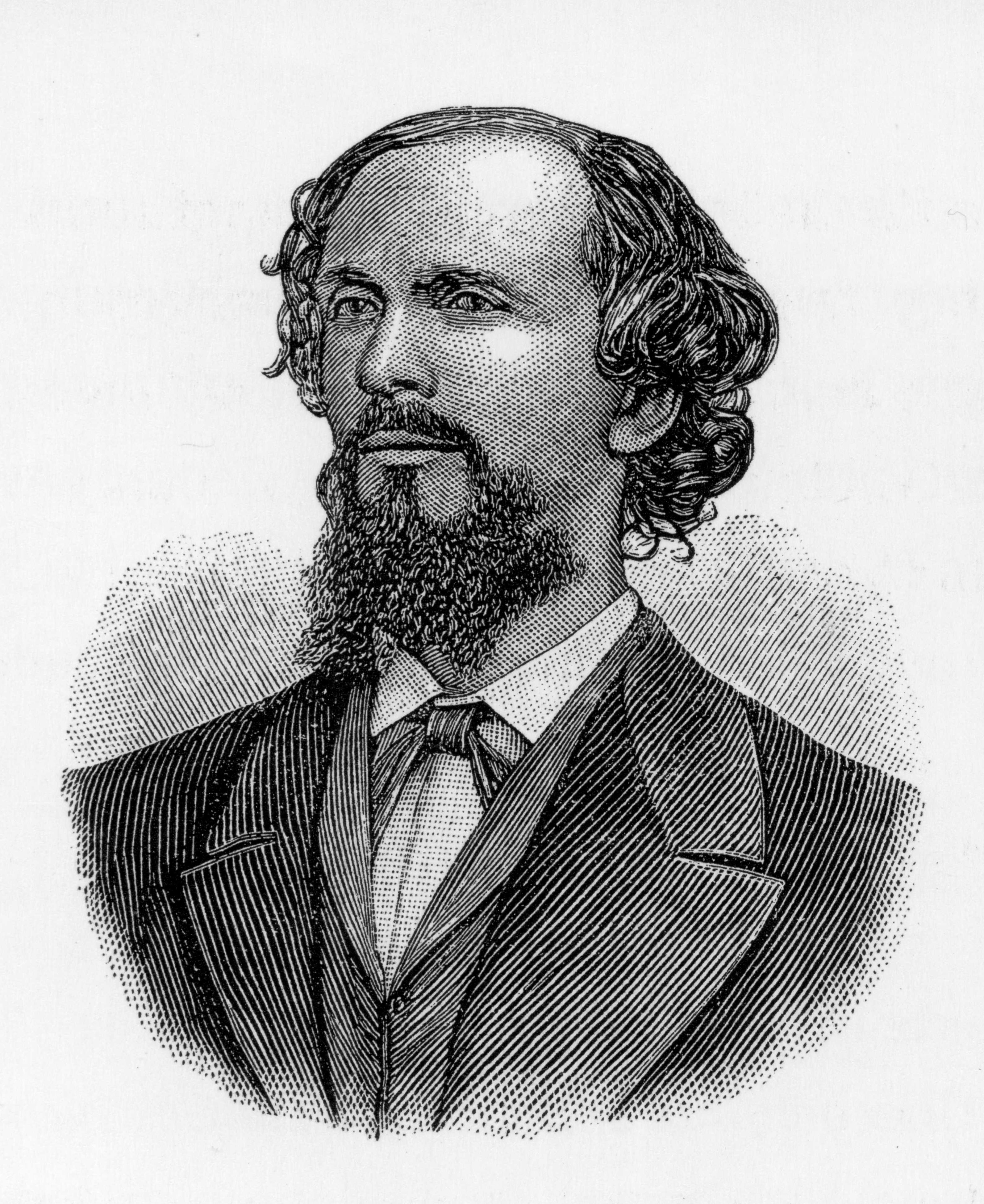
كارل هاينريش أولريكس

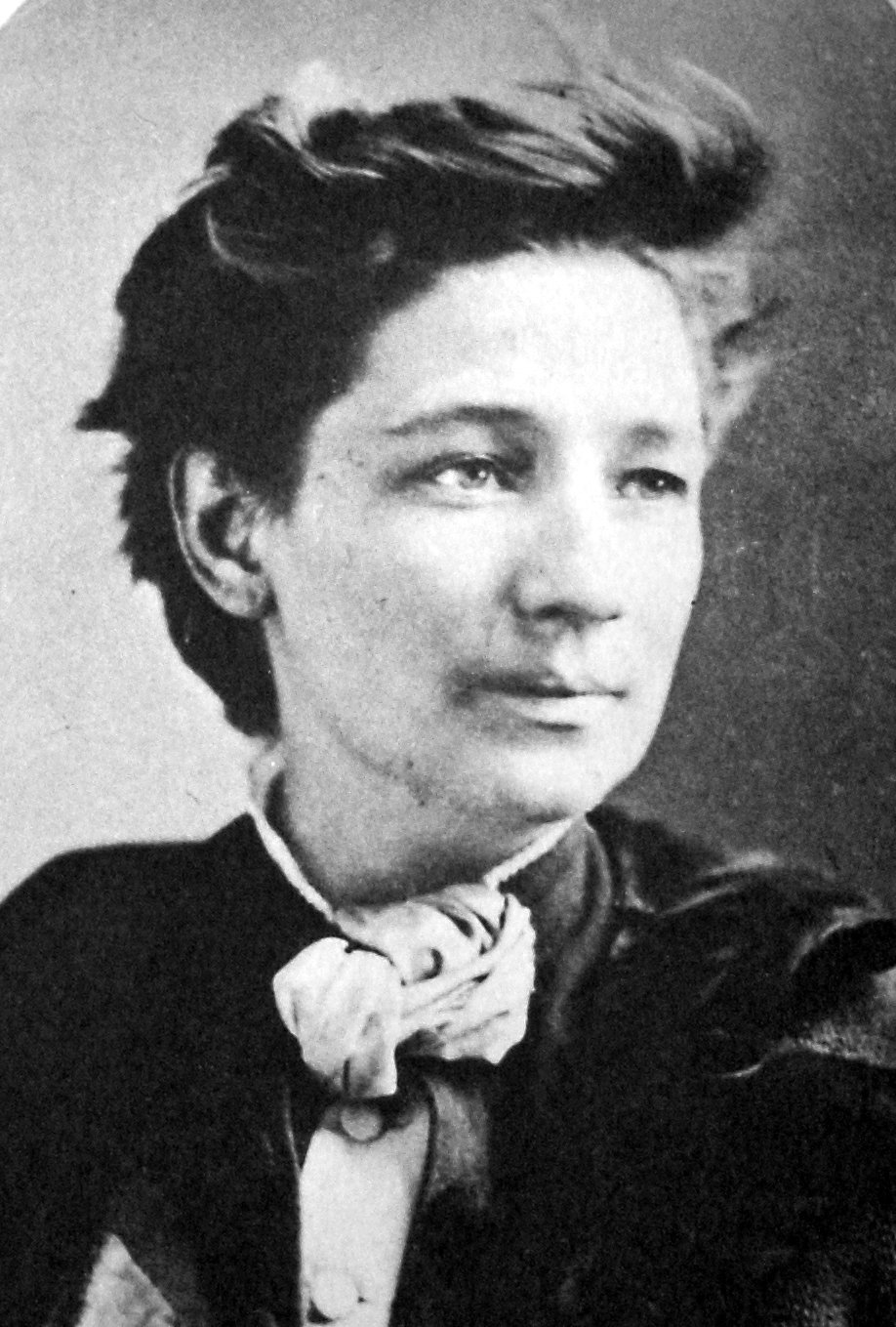
فكتوريا وودهل

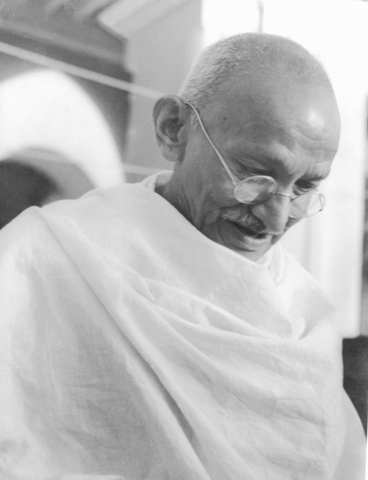
مهاتما غاندي

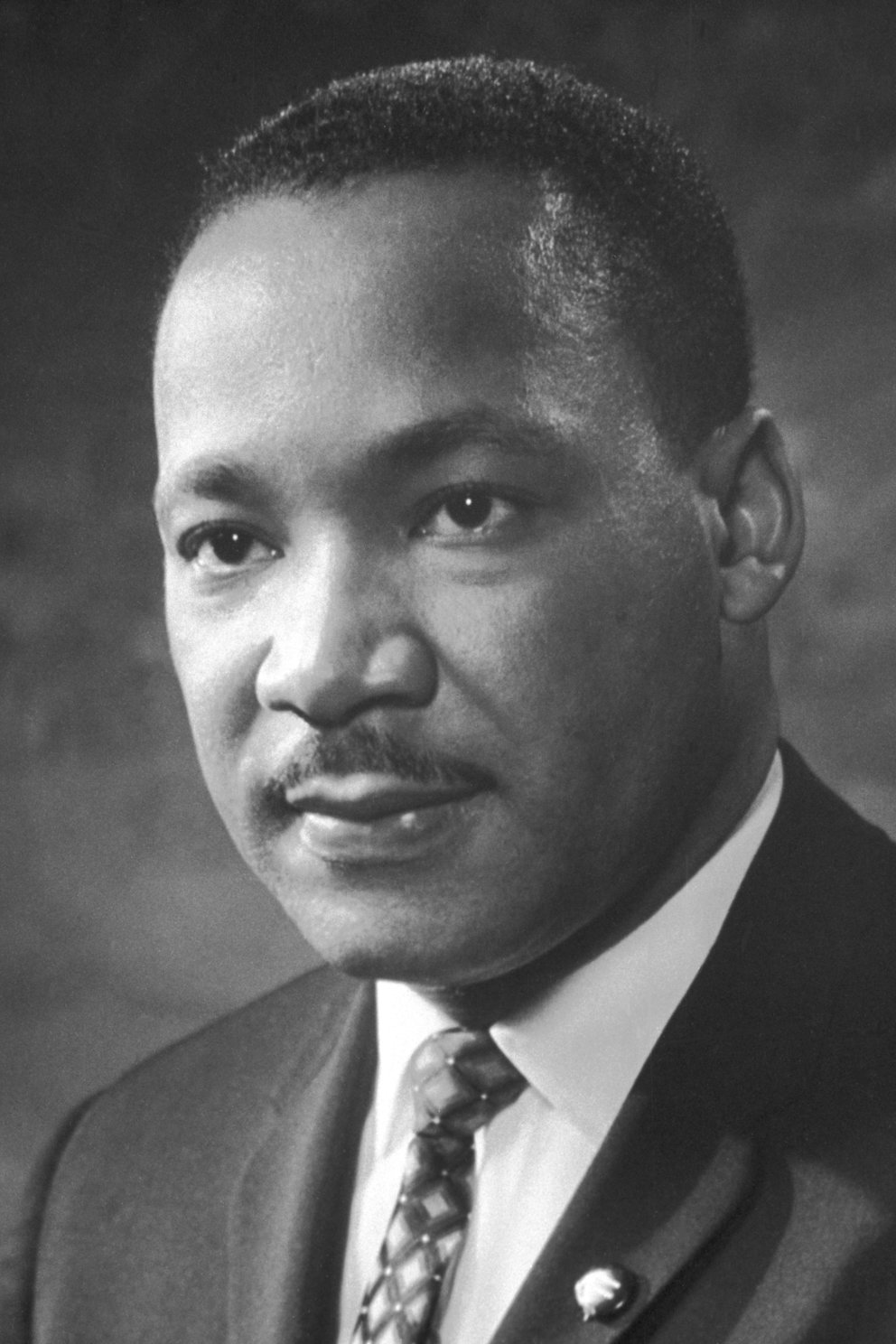
مارتن لوثر كينغ الابن

قادة الحقوق المدنية والشخصيات المؤثرة في تعزيز وتنفيذ الحرية السياسية والحريات المدنية والحقوق. أنها تعمل على حماية الأفراد والجماعات من القمع السياسي والتمييز من قبل الحكومات والمنظمات الخاصة، والسعي لضمان قدرة جميع أفراد المجتمع للمشاركة في الحياة المدنية والسياسية للدولة.
تشمل الحقوق المدنية حقوق الأفراد في الحماية والخدمات المتساوية، والخصوصية، وحرية الفكر، وحرية التعبير، وحرية التجمع، وحرية السفر، وحرية العبادة، وحماية الحريات المدنية، والحق في التصويت، والحق لتبادل الأفكار والآراء بحرية من خلال جميع أشكال التواصل والإعلام.

## القائمة
| الاسم                  | الميلاد | الوفاة | الدولة           | ملاحظات                                                                                       |
| ---------------------- | ------- | ------ | ---------------- | --------------------------------------------------------------------------------------------- |
| جين آدامز              | 1860    | 1935   | الولايات المتحدة | مصلح ومؤسس مشارك لهيل هاوس والاتحاد الأمريكي للحريات المدنية، 1931 حائز على جائزة نوبل للسلام |
| أمبيدكار               | 1891    | 1956   | الهند            | المصلح الذي صاغ دستور الهند، حملة من أجل استقلال الهند، قاتل من أجل حقوق المرأة               |
| ايلا بيكر              | 1903    | 1986   | الولايات المتحدة | ناشطة SCLC في، بدأ لجنة تنسيق الطلاب اللاعنفي (SNCC)                                          |
| ديزي بيتس              | 1914    | 1999   | الولايات المتحدة | منظم أحداث إلغاء الفصل العنصري                                                                |
| جيمس بالدوين           | 1924    | 1987   | الولايات المتحدة | روائي، متحدث عام، ناشط                                                                        |
| دانا بيل               | 1947    | ---    | الولايات المتحدة | ناشط مؤيد للقنب، منظم، متحدث                                                                  |
| جيرمي بينثام           | 1789    | 1832   | المملكة المتحدة  | فيلسوف بريطاني، الكاتب، والمدرس حول الحقوق المدنية                                            |
| جيمس بيفل              | 1936    | 2008   | الولايات المتحدة | منظم ومدبر لحركة SCLS                                                                         |
| كلود بلاك              | 1916    | 2009   | الولايات المتحدة | ناشط في الحقوق المدنية                                                                        |
| أنطوانبت براون بلاكويل | 1825    | 1921   | الولايات المتحدة | أسست جمعية حقوق المرأة الأمريكية مع لوسي ستون في عام 1869                                     |
| جوليان بولد            | 1940    | 2015   | الولايات المتحدة | ناشط، سياسي، باحث، رئيس                                                                       |
| ويلا براون             | 1906    | 1992   | الولايات المتحدة | ناشطة في مجال الحقوق المدنية، أول ملازم أمريكي من أصل أفريقي                                  |
| باربرا ماي كاميرون     | 1954    | 1966   | الولايات المتحدة | زعيمة حقوق التصويت / المرأة                                                                   |
| ستوكلي كارمايكل        | 1941    | 2002   | الولايات المتحدة | ناشط ونطم في BLACK PANTHER,SNCC                                                               |
| كاري تشابمان كات       | 1881    | 1947   | الولايات المتحدة | زعيمة الاقتراع، ورئيس الرابطة الأمريكية للالقومي لمعاناة النساء، مؤسس رابطة الناخبات          |
| سيزار تشافيز           | 1847    | 1916   | الولايات المتحدة | منشط نقابي وناشط                                                                              |
| بنيامين تشافيز         | 1848    | 1939   | الولايات المتحدة | ناشط وكيميائي ووزير قاد لجنة العدالة العرقية في كنيسة المسيح المتحدة                          |
| توماس كلارك            | 1858    | 1916   | أيرلندا          | كاتبة في الإعلام الإيرلندي                                                                    |
| جيمس كونولي            | 1868    | 1919   | أيرلندا          | كاتب في الإعلام الإيرلندي                                                                     |
| مارفل كوك              | 1903    | 2000   | الولايات المتحدة | زعيم الحقوق المدنية                                                                           |
| هومبرتو كورونا         | 1981    | 2001   | الولايات المتحدة | زعيم الحقوق المدنية                                                                           |
| أوليمب دي جوجيس        | 1748    | 1793   | فرنسا            | زعيم الحقوق المدنية                                                                           |
| فريدريك دوغلاس         | 1818    | 1895   | الولايات المتحدة | كاتب وناشط حقوقي اسود ومدافع عن حقوق المرأة                                                   |
| ويليام إدوارد بورغاردت | 1869    | 1963   | الولايات المتحدة | ناشط في مجال الحقوق المدنية                                                                   |
| مدغار فارمر            | 1952    | 1963   | الولايات المتحدة | مسؤول في حركة مسيسبي                                                                          |
| جيمس فورمان            | 1928    | 2005   | الولايات المتحدة | ناشط في مجال الحقوق المدنية                                                                   |
| جاكي فورستر            | 1926    | 1998   | الولايات المتحدة | ناشط في حقوق المثلية الإنكليزية                                                               |
| فرانكلي ميوز فريمان    | 1916    | 2018   | الولايات المتحدة | محامية للحقوق المدنية                                                                         |
| بيتي فريدان            | 1921    | 2006   | الولايات المتحدة | كاتبة وناشطة في مجال حقوق المرأة                                                              |
| غولدن فرينكس           | 1920    | 2004   | الولايات المتحدة | منظم حقوق مدنية في نورث كارولينا                                                              |
| كاستوربا غاندي         | 1869    | 1944   | الهند            | ناشطة في جنوب إفريقيا والهند                                                                  |
| موهاندس غاندي          | 1869    | 1948   | الهند            | ناشط كاتب معلم وفيلسوف                                                                        |
| وليام جاريسون          | 1879    | 1905   | الولايات المتحدة | كاتب ونشط ومنظم                                                                               |
| ستيفن غولدشتاين        | 1962    | ---    | الولايات المتحدة | مدافع عن حقوق المثليين                                                                        |
| ديك غريغوري            | 1932    | 2017   | الولايات المتحدة | ناشط في مجال الحقوق المدنية                                                                   |
| بارثيا هول             | 1940    | 2002   | الولايات المتحدة | متحدث في الحقوق المدنية                                                                       |
| فاني لي هومر           | 1917    | 1977   | الولايات المتحدة | زعيم في حركة الحقوق المدنية                                                                   |
| دوروثي هاي             | 1912    | 2010   | الولايات المتحدة | زعيم في حركة الحقوق المدنية الأمريكية                                                         |
| لولا هندريكس           | 1932    | ---    | الولايات المتحدة | ناشط، زعيم محلي في حركة برمنغهام                                                              |
| جاك هيرر               | 1939    | 2010   | الولايات المتحدة | ناشط، متحدث، منظم، مؤلف                                                                       |
| ايكو هيرتسيغ يوشيناغا  | 1925    | 2018   | الولايات المتحدة | ناشط                                                                                          |
| جوردون هيراباياتشي     | 1918    | 2012   | الولايات المتحدة | ناشط                                                                                          |
| مايلز هورتون           | 1905    | 1990   | الولايات المتحدة | معلم اللاعنف، ناشط ورائد                                                                      |
| جوليا ورد هاو          | 1818    | 1979   | الولايات المتحدة | كاتبة                                                                                         |
| جون بيترز همفري        | 1905    | 1955   | كندا             | ناشط                                                                                          |
| روي إينيس              | 1934    | 2017   | الولايات المتحدة | ناشط                                                                                          |
| هاريش إير              | 1979    | ---    | الهند            | ناشطة في مجال الحقوق الجنسية والاعتداء الجنسي                                                 |
| جيسي جاكسون            | 1941    | ---    | الولايات المتحدة | سياسي وناشط في مجال الحقوق المدنية                                                            |
| محمد علي جناح          | 1876    | 1984   | باكستان          | محامي وسياسي ومؤسس. الحركة الباكستانية لحقوق المسلمين في شبه القارة الهندية                   |
| مارشا جونسون           | 1945    | 1992   | الولايات المتحدة | ناشطه ومدافعة عن حقوق مثليي الجنس                                                             |
| نيلي ستون جونسون       | 1905    | 2002   | الولايات المتحدة | ---                                                                                           |
| باربره جوردن           | 1936    | 1996   | الولايات المتحدة | المعلمة ومدافعة عن الحقوق المدنية                                                             |
| باربره جوردن           | 1946    | ---    | الولايات المتحدة | سيدة أعمال وناشطة حقوقية ومدنية                                                               |
| مارتن لوثر كينغ الابن  | 1929    | 1968   | الولايات المتحدة | مؤسس مشارك / رئيس مجلس الإدارة، ناشط، مؤلف، متحدث                                             |
| فيلا كوتي              | 1938    | 1997   | الولايات المتحدة | موسيقار، مؤلف، رائد في النوع الموسيقي في، ناشط حقوق الإنسان،                                  |
| برنارد لافييت          | 1940    | ---    | الولايات المتحدة | منظم وقائد وناشط                                                                              |
| جيمس لوسون             | 1928    | ---    | الولايات المتحدة | ناشط أميركي ووزير                                                                             |
| جوزيف لوري             | 1921    | ---    | الولايات المتحدة | ناشط ومؤسس لحركة sclc                                                                         |
| كلارا لوبر             | 1923    | 2011   | الولايات المتحدة | زعيمة حركة الاعتصام في كوالاهوما                                                              |
| فيليس ليون             | 1924    | ---    | الولايات المتحدة | أول منظمة لمؤسسة اجتماعية لحقوق المثليين في الولايات المتحدة الأميركية                        |
| سيان ماك ديارمادا      | 1883    | 1916   | أيرلندا          | داعية للماوتة بين حقوق الرجل والمرأة                                                          |
| توماس ماكدوناج         | 1878    | 1916   | أيرلندا          | كاتب في الإعلان الايرلندي . داعي لحقوق المساواة للرجال والنساء الايرلنديين.                   |
| جيمس ماديسون           | 1751    | 1836   | الولايات المتحدة | مارس الضغط من أجل حقوق الإنسان                                                                |
| ميريام ماكيبا          | 1932    | 2008   | جنوب إفريقيا     | مغنية ومناهضة للتميز العنصري                                                                  |
| مالكولم اكس            | 1925    | 1965   | الولايات المتحدة | المؤلف، متحدث، ناشط                                                                           |
| نيلسون مانديلا         | 1918    | 2013   | جنوب إفريقيا     | رجل دولة، شخصية بارزة في الحركة المناهضة لللفصل العنصري                                       |
| ديل مارتن              | 1921    | 2008   | الولايات المتحدة | مؤسس ومشارك في تأسيس أول منظمة اجتماعية وسياسية لحقوق المثليين                                |